# 수리남
수리남 공화국(네덜란드어: Republiek Suriname 레퓌블릭 쉬리나머[*]), 약칭 수리남(네덜란드어: Suriname 쉬리나머[*], 영어: Republic of Suriname)은 남아메리카에 있는 공화국이다. 동쪽으로는 프랑스령 기아나, 서쪽으로는 가이아나, 남쪽으로는 브라질, 북쪽으로는 대서양과 접하고 있다. 대부분의 국민들이 대서양을 접하는 북부에 거주하며, 수도 파라마리보도 북쪽에 위치한다.

## 역사
최초로 수리남을 탐험한 것은 스페인 이었다. 그들은 대항해 시대를 맞아 금광을 발견하기 위해 기아나 지역을 탐색하였다. 그러나 그들은 금광을 발견하지 못하고 떠났다. 가이아나 해안에 살던 원래의 거주민은 카리브 인디언이었다. 홍수림으로 뒤덮이고 인구가 희박하며 진창인 해안선 때문에 가끔 노예들의 습격을 받아도 금을 찾아 나서던 스페인인이 접근할 수가 없었다. 열대 우림지대에는 마추시, 티리오와 같은 부족이 상당히 고립된 지역에서 살기도 했다.
영국인이 1650년경에 수리남강의 서쪽 강둑에 사탕수수와 담배농장을 세우게 되며 오늘날 파라마리보라고 알려진 정착지를 건설하게 된다. 1650년대 영국인들을 필두로 네덜란드, 포르투갈, 아프리카 출신 노예들이 이주해왔다. 이후 영란전쟁이 발발하고 기아나 지역을 둘러싸고 영국과 네덜란드와의 영유권 분쟁이 불붙었으나 1667년 브레다 조약을 통해 기아나 지역은 네덜란드령으로 인정받았다. 농장을 확장하기 위해 네덜란드인은 서부 아프리카의 노예를 수입하게 된다. 18세기 중반부터 탈출한 노예들이 내륙에 마룬인이 정착지를 형성하게 되고 많은 아프리카의 관습을 갖게 된다.
산업 혁명으로, 노예제도가 폐지되었다.
네덜란드는 수리남 지역의 영유권을 인정받고 이곳을 네덜란드령 기아나로 삼았다. 이후 나폴레옹 전쟁 시기에 네덜란드의 행정력이 약화된 틈을 타 영국이 잠시 네덜란드령 기아나를 지배하기도 하였다. 그러다 1954년 네덜란드는 수리남의 외교, 국방을 장악한 상태에서 네덜란드령 기아나를 네덜란드 왕국 헌장에 따른 네덜란드 왕국의 구성국인 수리남으로 승격시키면서, 식민지로서의 네덜란드령 기아나는 종결되었다. 1975년 11월 25일을 기해 수리남은 독립 국가가 되었다.

## 지리
수리남은 남아메리카에서 가장 작은 독립국이다. 금이나 보크사이트 같은 광산자원이 풍부하다. 수리남은 가이아나 순상지에 있는데 두 개의 주요 지리적 특질로 나눌 수 있다. 북쪽은 해안 저지로서 경작지로 쓰이며 대부분의 인구가 거주한다. 남쪽 부분은 열대 우림이라서 인구가 많지는 않고 브라질과 국경을 이루며 수리남 영토의 80%를 차지한다.
수리남에는 두 개의 주요 산맥이 있다. 하나는 바키우스 산맥이고 또 하나는 반 아스크 반 윅 산맥이다. 줄리아나탑 산이 가장 높은 산으로 1,286 m이다. 다른 산으로는 타펠버그 산(1,026 m), 카시카시마 산(718 m; 2,356 ft) 등이 있다.
북동쪽에 브로코폰도 저수지(Brokopondo Reservoir)가 있는데 세계에서 가장 큰 저수지 중 하나이다. 1964년 브로코폰도 프로젝트에 의해 댐이 만들어졌고 수력발전을 하게 되었다. 현재 전체 전기의 75%를 생산한다.
코페남 강 부근에 있는 중앙 수리남 자연환경 구역은 유네스코의 세계유산으로 등재되었다. 자국 내에 갈리비 국립공원, 코페남 만딩 국립공원 등이 있으며 전체 면적의 12%가 국립공원 혹은 보호 호수 지역으로 지정되어있다.

## 문화
수리남의 문화적인 혼합은 민족 간의 종교적인 충실함에 잘 반영되고 있다. 가장 중요한 기독교의 종파는 로마 가톨릭과 모라비아 브레스렌교(Moravian Brethren)이지만 많은 기독교 그룹이 또한 오베아(obeah)와 윈티(winti)같은 전통적인 아프리카의 신앙을 믿고 있다. 그리고 동인도인의 약80%가 힌두교이다. 네덜란드어가 공식어이지만 본토어인 수라난어(수리남어로 알려짐), 영어에 기초한 크리올어가 널리 사용된다. 힌두어, 자바어, 중국어, 듀카어 및 사라마칸어(둘다 영어에 기초한 크리올어)와 다양한 아메리카인디언 언어가 역시 사용된다. 부분적으로는 좀 더 중요한 경제적인 기회와 부분적으로는 군사적인 탄압 때문에 수리남의 많은 지식인층이 해외에(대부분 네덜란드에)에 거주함으로써 강도 높은 민족 예술의 발전은 장애를 겪고 있다. 그러나 인도네시아 사회의 문화적인 삶에 대한 통찰력을 제공하고 있으며 조각은 아메리카 인디인과 부쉬 흑인들의 가치를 잘 표현하고 있다. 수리남의 음식은 동인도, 인도, 크리올, 중국 요리가 혼합된 이국적인 맛을 띠고 있으며 가장 값싼 간이식당으로 볶은 국수와 볶은밥을 제공하는 자바요리 노점상인 와룽(warung)이 있다.

## 경제
국내 총생산 GDP는 17억 US$이고 1인당 국민 총생산 GNP는 4,577 US$이다. 최근 연간 성장율: 0.5%에 불과한데 반해 인플레이션은 18.9%를 기록하고 있다.
주요 생산품은 보크사이트, 알루미늄, 팜 오일, 쌀, 새우, 생선, 바나나 등 이고 주요 교역국은 미국, 네덜란드, 벨기에, 프랑스, 캐나다, 브라질, 트리니다드 토바고, 중국 등이다.

## 기후
적도 인근에 있어 수리남은 열대 기후이며 일 년 내내 온도차가 거의 나지 않아서 사실상 우기와 건기로 나뉜다. 기온과 습도는 높은 편이다. 대부분의 우기는 4월에서 7월까지이며 12월부터 1월까지 짧은 기간 비가 내리기도 한다.

## 인구와 주민
주민은 인도계가 37%, 크리올(백인과 흑인의 혼혈)이 31%, 인도네시아계가 15%, 아프리카계가 10%, 나머지는 선주민이나 화교등이다.

## 언어
언어는 공용어가 네덜란드어이지만, 크리올인 스라난 통고(수리남어)가 방언으로서 사용된다. 또 각 민족은 자주 자신들이 원래 사용하고 있던 언어를 사용하기도 한다. 영어, 에스파냐어, 포르투갈어, 프랑스어, 인도네시아어, 힌디어, 중국어, 베트남어등도 사용된다.

## 종교
| 종교 구성 (수리남) | 종교 구성 (수리남) | 종교 구성 (수리남) | 종교 구성 (수리남) | 종교 구성 (수리남) |
| ------------------ | ------------------ | ------------------ | ------------------ | ------------------ |
|                    |                    |                    |                    |                    |
| 기독교             | 기독교             |                    | 48.4%              | 48.4%              |
| 힌두교             | 힌두교             |                    | 22.3%              | 22.3%              |
| 이슬람교           | 이슬람교           |                    | 13.9%              | 13.9%              |
| 무종교             | 무종교             |                    | 7.5%               | 7.5%               |
| 전통종교           | 전통종교           |                    | 2.6%               | 2.6%               |
| 기타               | 기타               |                    | 2.1%               | 2.1%               |
| 무응답             | 무응답             |                    | 3.2%               | 3.2%               |

종교는 기독교가 48.4% 힌두교가 22.3%, 이슬람교가 13.9% 등으로 다종교 국가이다. 아메리카에서는 가이아나와 함께 힌두교도가 많은 국가이다.

## 외교
대한관계
수리남은 대한민국과 조선민주주의인민공화국과는 1975년에 수교하였으며 네덜란드로부터 독립하기 이전인 1951년 한국 전쟁 당시 수리남 군인 115명이 네덜란드 국적으로 전쟁에 참전하여 네덜란드군과 함께 참전한 경력이 있다. 1988년 하계 올림픽에도 수리남은 4개 종목에 6명의 선수단을 파견했다.

## 수리남으로 가는 길
암스테르담에서 파라마리보까지 일주일에 두 번 비행기가 운항되지만 프랑스 파리에서 카이옌(Cayenne)(프랑스령 기아나)까지 비행기를 타고가 파라마리보로 가는 것이 더 저렴할 수도 있다. 마이애미와 아틀란타는 미국에서 비행기가 운항되는 주요 출발지점이며 카리브해의 여러 섬과 브라질, 가이아나로 가는 비행기가 있다. 뉴 니커리(Nieuw Nickerie)에서 코란틴강(Corantijn River)을 가로질러 가이아나의 스프링랜드(Springlands)로 가는 흔들흔들 넘어갈듯한 여객선이 있으며 알비나와 생로랑 드 카로니(St Laurent de Maroni)(프랑스령 기아나)사이의 마로윈강(Marowijne River)을 건너는 배도 있다.